# Первая леди Камбоджи
Первая леди Камбоджи — неофициальная должность супруги главы правительства Камбоджи. Появилась в 1945 году с введением должности премьер-министра, стала широко применяться СМИ после восстановления монархии в 1993 году. В настоящее время этот титул носит доктор Бун Рани, супруга действующего Председателя Совета Министров Камбоджи — Хун Сена, Председатель национального общества Красного Креста в Камбодже (с 1998 года). 
Супруга премьер-министра не имеет никаких служебных полномочий, как правило занимается общественной или благотворительной работой.

## Список первых леди Камбоджи
| Портрет                          | Портрет | Имя (род.–ум.)            | Срок полномочий — Политическая партия | Срок полномочий — Политическая партия | Глава правительства | Глава правительства | Глава правительства | Глава государства              |
| -------------------------------- | ------- | ------------------------- | ------------------------------------- | ------------------------------------- | ------------------- | ------------------- | ------------------- | ------------------------------ |
|                                  |         | Кхиеу Поннари (1920–2003) | 14 апреля 1976                        | 7 января 1979                         |                     |                     | Пол Пот             | Кхиеу Сампхан                  |
| Коммунистическая партия Кампучии |         | Кхиеу Поннари (1920–2003) |                                       |                                       |                     |                     | Пол Пот             | Кхиеу Сампхан                  |
|                                  |         | Нородом Мари (1948–)      | 2 июля 1993                           | 6 августа 1997                        |                     |                     | Нородом Ранарит     | Нородом Сианук                 |
| ФУНСИНПЕК                        |         | Нородом Мари (1948–)      |                                       |                                       |                     |                     | Нородом Ранарит     | Нородом Сианук                 |
|                                  |         | Унг Малис Ивонн (–)       | 6 августа 1997                        | 30 ноября 1998                        |                     |                     | Унг Хуот            | Нородом Сианук                 |
| ФУНСИНПЕК                        |         | Унг Малис Ивонн (–)       |                                       |                                       |                     |                     | Унг Хуот            | Нородом Сианук                 |
|                                  |         | Бун Рани (1953–)          | с 30 ноября 1998 года                 | с 30 ноября 1998 года                 |                     |                     | Хун Сен             | Нородом Сианук Нородом Сиамони |
| Народная партия Камбоджи         |         | Бун Рани (1953–)          |                                       |                                       |                     |                     | Хун Сен             | Нородом Сианук Нородом Сиамони |